# Mesocottus haitej
Mesocottus haitej és una espècie de peix pertanyent a la família dels còtids i l'única del gènere Mesocottus.

## Descripció
- Fa 20 cm de llargària màxima.[3][4]

## Hàbitat
És un peix d'aigua dolça, bentopelàgic i de clima temperat.

## Distribució geogràfica
Es troba a Mongòlia i Rússia.

## Observacions
És inofensiu per als humans.